# 海防艇
海防艇（かいぼうてい）は、日本海軍の特務艇の一種。1945年（昭和20年）7月2日、特務艇の類別等級（別表）に新設される。

## 概要
海防艇の始まりは1942年（昭和17年）に鋼製の哨戒特務艇として計画され、第五艦隊用の監視艇として用いる予定で300隻が要求されたもの。商議と議会の協賛および予算の成立を経て1944年（昭和19年）6月9日に第201号から第250号哨戒特務艇として一旦は命名が内定した。その後回天の開発に伴い、回天の輸送や回天を用いての戦闘も考慮した設計変更が施され、さらに1945年（昭和20年）7月2日付の特務艇類別等級（別表）の改正による海防艇の新設と、建造中の各艇を「第何号海防艇」と命名したことにより、第201号から第250号哨戒特務艇の艇名は消滅した。
海防艇は艇体が鋼製の計画名甲型（第一号型）と木製の同乙型（第百一号型）があり、戦局の逼迫した20年度前期陸海軍共同戦備（昭和20年4月1日）により甲型2隻、乙型18隻が起工され、直後の海軍20年度前期計画（4月6日）では甲型40隻、乙型80隻が計画された。甲型は川南工業浦崎造船所で、また乙型は各地の木造船造船所で建造されたが、いずれも終戦までに竣工に至らなかった。

## 要目

### 第一号型（計画名甲型）
- 鋼製船体
- 公試排水量：282トン
- 水線長：48.50m
- 最大幅：5.40m
- 吃水：2.36m
- 機関：中速ディーゼル機関2基、2軸推進、800馬力
- 速力：15.0ノット
- 兵装：五式40mm高射機関砲1門、25mm機銃単装6挺、爆雷4個[6]
- その他：回天2基[7]

### 第百一号型（計画名乙型）
- 木製船体
- 公試排水量：290トン
- 水線長：37.50m
- 最大幅：6.09m
- 吃水：2.45m
- 機関：中速ディーゼル機関2基、2軸推進、800馬力
- 速力：12.5ノット
- 兵装：五式40mm高射機関砲1門、25mm単装機銃6挺、爆雷8個[6]
- その他：回天1基[7]

## 同型艇
以下、各艇の共通事項。
1. 記述は建造所、仮定本籍、起工日または進水日、命名日、終戦時の工事進捗率、戦後の状況の順。
2. 艇型名は昭和20年7月2日付 内令第590号で「第一号型」「第百一号型」と制定されている。
3. 艇名呼称は「第何号海防艇」と、昭和20年7月2日付 内令第586号に明記されている。漢数字の「〇」は一切使用しない。
4. 建造所名は昭和20年7月2日付 達第151号、昭和20年8月5日付 達第176号、昭和22年2月1日付 復員庁第二復員局総務部 二復総第49号、福井静夫『昭和軍艦概史III』p. 66による。前述の出典に拠らない場合は、その都度脚注を付す。「何々会社」等の記述は省く。
5. 仮定本籍の設定は昭和20年7月2日付 内令第594号による。昭和20年8月5日付で命名された艇と未命名艇には仮定本籍の設定は行われていない。
6. 起工日もしくは進水日は、福井静夫『昭和軍艦概史III』p. 66による。前述の出典に拠らない場合は、その都度脚注を付す。
7. 命名は昭和20年7月2日付 達第151号、もしくは昭和20年8月5日付 達第176号によって行われた。命名に至らなかった艇は仮称艦名のみ記す。
8. 1945年8月17日、建造中の全艇に対し工事中止が発令された[8]。
9. 進捗率は昭和22年2月1日付 復員庁第二復員局総務部 二復総第49号、または福井静夫『昭和軍艦概史III』p. 66による。進捗率が前述の出典で相違する場合や前述の出典に拠らない場合は、その都度脚注を付す。
10. 戦後の状況は昭和22年2月1日付 復員庁第二復員局総務部 二復総第49号、1947年11月22日付 在東京アメリカ極東海軍司令部 『残存旧日本海軍行動不能艦艇（第二復員局保管）に関する件』による。前述の出典に拠らない場合は、その都度脚注を付す。戦後の状況が不明な艇は、それを記さない。

### 第一号型（計画名甲型）
- 第一号海防艇（仮称艦名第1851号艦）

建造所：川南工業浦崎造船所、仮定本籍：舞鶴鎮守府、1945年6月15日進水、7月2日命名、工程50%、戦時中、伊万里湾大浦海岸に疎開。9月19日、枕崎台風により同地で傾斜着底。1947年11月22日、アメリカ極東海軍司令部から日本政府に対し使用許可が出る。1948年4月30日、運輸省九州海運局から大蔵省熊本財務局を経由して佐賀県へ引き渡し。
- 第二号海防艇（仮称艦名第1852号艦）

建造所：川南工業浦崎造船所、仮定本籍：舞鶴鎮守府、1945年6月29日進水、7月2日命名、工程50%、戦後浦崎造船所で沈没。1947年11月22日、アメリカ極東海軍司令部から日本政府に対し使用許可が出る。1948年4月30日、運輸省九州海運局から大蔵省熊本財務局を経由して佐賀県へ引き渡し。
- 仮称艦名第1853号艦-同第1890号艦

未命名。

### 第百一号型（計画名乙型）
- 第百一号海防艇（仮称艦名第1701号艦）

建造所：船矢造船鉄工所、仮定本籍：未設定、1945年5月23日起工、8月5日命名、キールの据え付けのみ終了、1947年5月24日内務省へ移管。
- 仮称艦名第1702号艦

未命名。
- 第百三号海防艇（仮称艦名第1703号艦）

建造所：山西造船鉄工所、仮定本籍：横須賀鎮守府、1945年4月6日起工、7月2日命名、工程75%。
- 仮称艦名第1704号艦[15]

建造所：山西造船鉄工所、工程60%、戦後放置され腐蝕。
- 仮称艦名第1705号艦[15]

建造所：山西造船鉄工所、工程45%、戦後放置され腐蝕。
- 仮称艦名第1706号艦[15]

建造所：山西造船鉄工所、工程35%、戦後放置され腐蝕。
- 仮称艦名第1707号艦[15]

建造所：山西造船鉄工所、工程30%、戦後放置され腐蝕。
- 仮称艦名第1708号艦[15]

建造所：山西造船鉄工所、工程30%、戦後放置され腐蝕。
- 第百九号海防艇（仮称艦名第1709号艦）

建造所：村上造船所、仮定本籍：横須賀鎮守府、1945年5月31日起工、7月2日命名、工程75%。
- 仮称艦名第1710号艦[16]

建造所：村上造船所、工程35%、戦後放置され腐蝕。
- 仮称艦名第1711号艦[16]

建造所：村上造船所、工程25%、戦後放置され腐蝕。
- 仮称艦名第1712号艦[16]

建造所：村上造船所、工程25%、戦後放置され腐蝕。
- 第百十三号海防艇（仮称艦名第1713号艦）

建造所：三保造船所、仮定本籍：横須賀鎮守府、1945年2月11日起工、7月2日命名、工程85%。
- 仮称艦名第1714号艦-同第1717号艦

未命名。
- 仮称艦名第1718号艦

建造所：小柳造船所、1945年6月28日起工、工程60%。
- 仮称艦名第1719号艦

建造所：小柳造船所、1945年8月10日起工、工程40%。
- 仮称艦名第1720号艦-同第1721号艦

未命名。
- 仮称艦名第1722号艦

建造所：市川造船所、1945年5月17日起工、工程35%。
- 仮称艦名第1723号艦-同第1724号艦

未命名。
- 第百二十五号海防艇（仮称艦名第1725号艦）

建造所：強力造船所、仮定本籍：未設定、1945年7月2日起工、8月5日命名、工程15%、戦後船台上で放置。
- 第百二十六号海防艇（仮称艦名第1726号艦）

建造所：強力造船所、仮定本籍：未設定、1945年7月2日起工、8月5日命名、工程50%、戦後船台上で放置。
- 仮称艦名第1727号艦

未命名。
- 第百二十八号海防艇（仮称艦名第1728号艦）

建造所：西井造船所、仮定本籍：未設定、1945年5月29日起工、8月5日命名、工程30%、戦後船台上で放置。
- 仮称艦名第1729号艦-同第1730号艦

未命名。
- 第百三十一号海防艇（仮称艦名第1731号艦）

建造所：四国船渠工業所、仮定本籍：呉鎮守府、1945年3月5日起工、7月2日命名、工程60%、戦後船台上で放置。
- 第百三十二号海防艇（仮称艦名第1732号艦）

建造所：四国船渠工業所、仮定本籍：未設定、1945年3月25日起工、8月5日命名、工程45%、戦後船台上で放置。
- 第百三十三号海防艇（仮称艦名第1733号艦）

建造所：四国船渠工業所、仮定本籍：未設定、1945年4月15日起工、8月5日命名、工程45%。
- 仮称艦名第1734号艦-同第1736号艦

未命名。
- 第百三十七号海防艇（仮称艦名第1737号艦）

建造所：徳島造船、仮定本籍：呉鎮守府、起工日不明、1945年7月2日命名、工程不明。
- 仮称艦名第1738号艦-同第1740号艦

未命名。
- 第百四十一号海防艇（仮称艦名第1741号艦）

建造所：福島造船鉄工所、仮定本籍：未設定、1945年4月30日起工、8月5日命名、工程60%。
- 仮称艦名第1742号艦-同第1743号艦

未命名。
- 第百四十四号海防艇（仮称艦名第1744号艦）

建造所：林兼重工業、仮定本籍：佐世保鎮守府、1945年5月12日起工、7月2日命名、キールと肋材の据え付けのみ。
- 仮称艦名第1745号艦-同第1747号艦

未命名。
- 第百四十八号海防艇（仮称艦名第1748号艦）

建造所：自念造船鉄工所、仮定本籍：未設定、1945年4月13日起工、8月5日命名、工程65%。
- 仮称艦名第1749号艦-同第1750号艦

未命名。
- 仮称艦名第1751号艦

建造所：福岡造船鉄工、工程70%。
- 仮称艦名第1752号艦-同第1756号艦

未命名。
- 第百五十七号海防艇（仮称艦名第1757号艦）

建造所：佐賀造船鉄工所、仮定本籍：未設定、1945年5月1日起工、8月5日命名、工程65%。
- 仮称艦名第1758号艦-同第1780号艦

未命名。